# Akele Hum Akele Tum
Pour plus de détails, voir Fiche technique et Distribution.
Akele Hum Akele Tum est un film indien réalisé par Mansoor Khan sorti en salles le 30 novembre 1995. Il met en vedette Aamir Khan et Manisha Koirala.

## Box-office
- Box-office Inde (revenu net) : 65 000 000[2] Roupies.
- Box Office India qualifie le film d'échec[3].